# Saison 1987-1988 du Football Club auscitain
La saison 1987-1988 du Football Club auscitain est la dernière de Jacques Brunel comme joueur.
Le club remonte en groupe A après la phase de brassage.
Les Juniors Reichel B sont champion de France pour la première fois.
Beaucoup seront intégrés en équipe première dès la saison suivante.

## Phase de brassage
Avec 18 points pour un bilan de 5 victoires et 3 défaites, Auch termine second de son groupe derrière Montferrand mais devant Bergerac, Istres et Hagetmau.

### À domicile
- Auch-Montferrand 12-9 : 4 coups de pied soit 3 pénalités et 1 drop permettent de mettre en péril la grosse armada clermontoise, quart de finaliste du championnat la saison passée et d’assurer la remontée en groupe A devant plus de 2000 spectateurs.

### À l’extérieur
- Montferrand-Auch 25-7

### Phase de qualification
Remontée ainsi dans le groupe A, Auch termine 7e de son groupe avec 22 points soit 3 victoires, 2 nuls et 9 défaites.

### À domicile
- Auch-Aurillac 12-21 : dans un match à sa portée, Auch est battu par la réussite de l’arrière cantalou Patrick Bonal qui réussit un sans faute au pied.
- Auch-Bègles 6-21 : défaite  logique contre une équipe plus puissante conduite par un certain Bernard Laporte.
- Auch-Dax 13-28 : défaite  contre les Landais des frères Pascal et Thierry Lacroix.
- Auch-Perpignan 9-9 : duel de buteurs entre Ducès et Tréséné.
- Auch-Graulhet 22-10
- Auch-Tulle 22-3
- Auch-Valence 14-6

### À l’extérieur
- Aurillac-Auch 22-9
- Bègles-Auch 19-9
- Dax-Auch 34-12 : Auch abandonne vite tout espoir devant une équipe beaucoup plus complète.
- Perpignan-Auch 60-0
- Graulhet-Auch 29-12
- Tulle-Auch 15-15
- Valence-Auch 15-6

## Classement des 4 poules de 8
Les équipes sont listées dans leur ordre de classement à l'issue de la première phase qualificative. Les noms en gras indiquent les équipes qui se sont qualifiées pour les 8e de finale.
| - RC Toulon - SU Agen - FC Grenoble - Stadoceste tarbais - AS Béziers - FC Lourdes - Saint-Jean-de-Luz OR - Section paloise                                 | - US Dax - CA Bègles-Bordeaux - SC Graulhet - USA Perpignan - Stade aurillacois - Valence sportif - FC Auch - SC Tulle |
| - Racing club de France - Stade toulousain - Aviron bayonnais - AS Montferrand - CS Bourgoin-Jallieu - Biarritz olympique - US Romans - Stade montchaninois | - RC Narbonne - CA Brive - Stade montois - Tyrosse RCS - Stade bagnérais - RRC Nice - US Marmande - RC Hyères          |

## Effectif
- Arrières : Laurent Pommies, Jacques Brunel
- Ailiers : Oliviers Meynard, Patrick Courbin, Bernard Davasse, Thierry Grebil, Philippe Mallet, Marc Mesnier
- Centres : Gilles Boué, Roland Pujo, Salle-Cane
- Ouvreurs : Xavier Rieuneau, Thierry Ducès
- Demis de mêlée : Serge Milhas
- Troisièmes lignes centre : Daniel de Inès, Bernard Agut
- Troisièmes lignes aile : Alain Bajon, Alain Ghirardo, Jean-Charles Liarte, Frantz Portecop, Dominique Charrier
- Deuxièmes lignes : Jean-Pierre Dorique, Jean-Pierre Escoffier, Claude Bosque
- Talonneurs : Patrick Cahuzac
- Piliers : Franck Capdeville, Stéphane Graou, Joël Rocca, Michel Ramouneda, Antoine Liarte, Olivier Salam